# Sint-Elisabethkerk (Schaarbeek)
De Sint-Elisabethkerk (Frans: Église Sainte-Élisabeth) is een rooms-katholiek kerkgebouw in de Belgische gemeente Schaarbeek, gelegen aan Portaelsstraat 26.
Het betreft een bakstenen, neogotisch kerkgebouw, gebouwd van 1913-1916. Architect was Florent Van Roelen. De voorgevel toont onder meer een groot roosvenster, en het koor is lager dan het schip. De vierkante toren is aangebouwd naast het koor. De toren wordt gedekt door een achtkante spits.
Het neogotisch orgel is van 1917 en werd gebouwd door Jean-Émile Kerkhoff.